# 1996年夏季残疾人奥林匹克运动会沙特阿拉伯代表团
1996年夏季残疾人奥林匹克运动会沙特阿拉伯代表团是沙特阿拉伯派出的1996年夏季残疾人奥林匹克运动会代表团。未获得奖牌。